# ناو ژول فری
ناو ژول فری (به انگلیسی: French cruiser Jules Ferry) یک کشتی بود که طول آن ۱۴۶٫۴۵ متر (۴۸۰ فوت ۶ اینچ) بود. این کشتی در سال ۱۹۰۳ ساخته شد.